# Крет
Крет (рос. Крет) — річка у Росії, ліва притока Липа. Протікає територією Кезького району Удмуртії, Починається на північний схід від присілка Руський Зязьгор. Тече на захід, впадає до Липа нижче присілка Надежда, неподалік Соснового Бору. В гирлі утворює невелике заплавне озеро. Окрім нижньої течії, річка протікає через лісові масиви тайги. Приймає декілька дрібних приток, найбільша з яких ліва Вукошур.
Над річкою розташовано присілок Надежда.